# Romina Laurito
Romina Laurito (Gallarate, 4 maggio 1987) è un'ex ginnasta italiana.
Romina ha iniziato a praticare Ginnastica Ritmica a tre anni nell'A.S.D. “Virtus” Gallarate allenata da Marisa Verotta e Sara Colombo. 
Fa parte del corpo dell'Aeronautica Militare fino a novembre 2013 con il ruolo di Primo Aviere.
Nel 1998 viene convocata, per la prima volta, con la nazionale giovanile, dopo aver conquistato il 4 posto ai campionati italiani di categoria di Udine. Vince il titolo di campionessa italiana di categoria nel 1999, 2000, 2002 e 2006. Nel 2006 vince anche il titolo di campionessa italiana assoluta. Con la Virtus Gallarate disputa il campionato di serie A1 per 11 anni consecutivi, dal 2000 al 2010, contribuendo a vincere il titolo di campioni d'Italia nel 2007 e nel 2008.
Nel 2001 è entrata a far parte del Team Italia come individualista, ottenendo ottimi risultati a livello nazionale e internazionale. Partecipa ai mondiali di Budapest nel 2003 con 2 esercizi,  cerchio e palla, partecipa a Baku 2005, arrivando al 34º posto e a quelli di Patrasso nel 2007 ottenendo il 41º.
Nel settembre 2008, viene convocata in squadra nazionale senior, sotto la guida dell'allenatrice Emanuela Maccarani.
Ha vinto l'oro iridato nel concorso a squadre ai Mondiali di Miè 2009, a quelli di Mosca 2010 e a quelli di Montpellier 2011. In queste tre competizioni ha conquistato il titolo di campionessa del mondo vincendo 4 medaglie d'oro insieme ad altre cinque medaglie d'argento, sempre a squadre.
Ha partecipato alle Olimpiadi di Londra 2012, nella quale ha vinto la medaglia di bronzo, la sua 44ª medaglia, con la nazionale italiana. Dopo le Olimpiadi si è ritirata dall'attività sportiva.

## Palmarès
- Giochi Olimpici Estivi

Londra 2012: bronzo nel concorso a squadre.
- Campionati mondiali di ginnastica ritmica

2009 - Mie: oro nel concorso completo a squadre e ai 5 cerchi, argento ai 3 nastri + 2 funi.
2010 - Mosca: oro nel concorso completo a squadre, argento ai 3 nastri + 2 funi e ai 5 cerchi.
2011 - Montpellier: oro nel concorso completo a squadre, argento ai 3 nastri + 2 cerchi e alle 5 palle.
- Campionati europei di ginnastica ritmica

2010 - Brema: argento nel concorso generale a squadre, ai 3 nastri + 2 funi, bronzo ai 5 cerchi.
2012 - Nižnij Novgorod: bronzo nel concorso generale a squadre e ai 3 nastri + 2 cerchi.